# Porphyrinia infuscata
Porphyrinia infuscata är en fjärilsart som beskrevs av Otto Staudinger 1891. Porphyrinia infuscata ingår i släktet Porphyrinia och familjen nattflyn. Inga underarter finns listade i Catalogue of Life.